# Нильссон, Йенни
Йенни Габи Кристел Нильссон (швед. Jennie Gaby Christel Nilsson, род. 25 января 1972 года, Торуп, Хюльте, Халланд) — шведская женщина-политик. Член Социал-демократической рабочей партии. Депутат риксдага (парламента) от лена Халланд с 2006 года. В прошлом — министр сельского хозяйства (2019—2021).

## Биография
Родилась 25 января 1972 года в Торупе в лене Халланд. Отец — фабричный рабочий — Гёста Нильссон (Gösta Nilsson), мать — работница снабжения Лени Нильссон (в девичестве — Толин, Leny Tholin).
В 1988—1990 гг. училась в Хальмстаде в гимназии Саннарпс на социального работника.
В 1990—1991 гг. работала сиделкой. С 1991 года — социальный работник в муниципалитете Хюльте.
После того как Стефан Лёвен 27 января 2012 года стал председателем партии, он назначил Йенни Нильссон ответственной за промышленный сектор.
На парламентских выборах 17 сентября 2006 года избрана депутатом риксдага от лена Халланд. Переизбиралась на выборах 19 сентября 2010 года, 14 сентября 2014 года и 9 сентября 2018 года. 21 января 2019 года перешла на работу в правительство. В риксдаге с 22 января 2019 года Йенни Нильссон замещала Сара Хейккинен Брейтольц (Sara Heikkinen Breitholtz). 30 июля 2021 года Йенни Нильссон вернулась в риксдаг.
В 1994—2006 гг. — член муниципального совета Хюльте, с 1995 года — член правления, с 2001 года — председатель. В 2003—2006 гг. — член совета, советник и член правления лена Халланд.
В 2018—2019 гг. — специальный следователь в Министерстве предпринимательства. 21 января 2019 года получила портфель министра сельского хозяйства во втором кабинете Лёвена во главе с Стефаном Лёвеном. 30 июня 2021 года уволена из правительства по собственному желанию и вернулась в риксдаг. Обязанности, за которые отвечала Нильссон, перешли к министру торговли и промышленности Ибрагиму Байлану. Решение Социал-демократической рабочей партии связано с отставкой премьера Стефана Лёвена, сообщает политический обозреватель газеты Aftonbladet Лена Меллин:
Вот почему Социал-демократы пошли на крайнюю меру, уволив Йенни Нильссон с поста министра сельского хозяйства — она будет в общей стае при голосовании. Нильссон избрана в Риксдаг. Но так как она была министром, в Риксдаге её заменяли. Замещающая депутат находится в отпуске по болезни и не может участвовать в предстоящем голосовании по назначению премьер-министра. Без этого голоса команда Лёвена смогла бы набрать 174 голоса. Но и Кристерссон — столько же. Но с голосом Йенни Нильссон Лёвен может набрать 175 депутатов, которые проголосуют против Ульфа Кристерссона. При условии, что каждый явится для голосования и нажмет правильную кнопку.